# Веллсборо (Пенсільванія)
Веллсборо (англ. Wellsboro) — місто (англ. borough) в США, в окрузі Тайога штату Пенсільванія. Населення — 3469 осіб (2020).

## Географія
Веллсборо розташоване за координатами 41°44′44″ пн. ш. 77°18′13″ зх. д. / 41.74556° пн. ш. 77.30361° зх. д. (41.745520, -77.303694). За даними Бюро перепису населення США в 2010 році місто мало площу 12,72 км², з яких 12,65 км² — суходіл та 0,07 км² — водойми.

## Демографія
Згідно з переписом 2010 року, у селищі мешкали 3263 особи в 1511 домогосподарстві у складі 833 родин. Густота населення становила 256 осіб/км². Було 1653 помешкання (130/км²).
Расовий склад населення:
| - 96,1 % — білих - 1,3 % — азіатів - 0,6 % — чорних або афроамериканців - 0,3 % — корінних американців |

До двох чи більше рас належало 1,5 %. Частка іспаномовних становила 1,1 % від усіх жителів.
За віковим діапазоном населення розподілялося таким чином: 19,0 % — особи молодші 18 років, 55,2 % — особи у віці 18—64 років, 25,8 % — особи у віці 65 років та старші. Медіана віку мешканця становила 47,5 року. На 100 осіб жіночої статі у селищі припадало 79,8 чоловіків; на 100 жінок у віці від 18 років та старших — 77,2 чоловіків також старших 18 років.
Середній дохід на одне домашнє господарство становив 63 169 доларів США (медіана — 50 345), а середній дохід на одну сім'ю — 80 705 доларів (медіана — 59 926). Медіана доходів становила 48 661 долар для чоловіків та 38 506 доларів для жінок. За межею бідності перебувало 13,1 % осіб, у тому числі 13,5 % дітей у віці до 18 років та 11,6 % осіб у віці 65 років та старших.
Цивільне працевлаштоване населення становило 1425 осіб. Основні галузі зайнятості: освіта, охорона здоров'я та соціальна допомога — 35,4 %, виробництво — 16,6 %, роздрібна торгівля — 12,3 %, мистецтво, розваги та відпочинок — 10,4 %.